# Опіатні рецептори
Опіатні рецептори (опіоїдні рецептори, ОР) — це рецептори на зовнішній клітинній мембрані, які комплементарно зв'язуються з опіоїдами і тим самим забезпечують активацію біохімічних процесів даної клітини. Основна їхня функція в організмі — регулювання больових відчуттів. На теперішній час (2012 рік) виділяють чотири основні групи опіоїдних рецепторів: μ-(мю), δ-(дельта), κ-(капа) і ноцицептивні рецептори. Вони зв'язуються як з ендогенними (виробляються в організмі), так і з екзогенними (надходять ззовні) лігандами. Опіатні рецептори широко розповсюджені в головному та спинному мозку, а також у шлунково-кишковому тракті та інших органах.

## Структура
ОР являють собою мембранозв'язані білки, що складаються з 7 трансмембранних доменів, 3 позаклітинних і 3 внутрішньоклітинних петель, NH2-кінець цих білків розташований позаклітинно, а СООН-кінець — внутрішньоклітинно. Показано, що ОР належать до групи рецепторів, які взаємодіють з G-білками.

## Класифікація
Зараз ОР поділяють на три групи:

### ОР-μ опіатний рецептор
ОР-μ (мю) ОР
Вважається, що μ-ОР ЦНС переважно беруть участь у модуляції больової чутливості, їх активація викликає пригнічення дихання і розвиток брадикардії. Найбільш висока концентрація μ-ОР виявлена в хвостатому ядрі. У великих концентраціях ці рецептори представлені в новій корі, таламусі, гіпоталамусі, блідій кулі і гіпокампі. У спинному мозку μ-ОР розташовані в основному на пресинаптичній мембрані хімічних синапсів. Велика кількість μ-ОР знаходиться в симпатичних гангліях. У тілі шлунка μ-ОР знайдені в підслизовому сплетінні. У кишціу найбільш висока концентрація μ-ОР виявлена в клубовому відділі кишки, де ці рецептори знаходяться в слизовому і підслизовому шарах, а також в міжм'язовому і підслизовому сплетіннях.
- ОР-μ1 (мю1) рецептори відрізняються по чутливості до антагоністу налоксоназіну[3]. μ1-ОР розташовані тільки в мозку і мають більш високу спорідненість до морфіну і DADLE[2]. Ці рецептори відповідають за системну та супраспінальную анальгезію.
- ОР-μ2 (мю2) рецептори розташовані не тільки в мозку, але і в дихальній системі і шлунково-кишковому тракті. Рецептори мають меншу спорідненість до морфіну і DADLE. З цими рецепторами пов'язують більшість побічних ефектів морфіну: придушення дихальних функцій, запори, а також багато симптомів опіатної залежності[2].
- ОР-μ3 (мю3) рецептори виявлені на імунних та ендотеліальних клітинах[4][5]. μ3-ОР відрізняються від класичних підтипів ОР розподілом в тканинах, передачею внутрішньоклітинного сигналу і фармакологічними властивостями[5]. Згідно з молекулярно-генетичним дослідженням[6], μ-ОР є високо гомологічними з μ1-ОР в будові основної частини рецептора. Генетичні клони μ3-ОР ідентичні клонам μ1-ОР в основній консервативній частині, і відрізняються тільки втратою кількох пар нуклеотидів в кінцевих ділянках гена і матричної РНК. μ3-ОР беруть участь у передачі внутрішньоклітинного сигналу через активацію NO-синтетази, що опосередковує ефекти морфіну: кров'яний тиск, ангіогенез[5][7], а також апоптоз спленоцітов, що приводить до імуносупресії[8].

Сила реакції μ-рецепторів на агоністи ранжується наступним чином: бета-ендорфін> динорфіни A> мет-енкефаліни> лей-енкефаліни; μ-рецептори особливо важливі для ноціцепціі. Високий рівень цих рецпторов виявлений в таламусі, періакведуктальній сірій речовині і в дорзальному розі спинного мозку.

### ОР-δ опіатний рецептор
ОР-δ (дельта) ОР
ОР δ-типу в основному регулюють психо-емоційну сферу, їх агоністи здатні викликати антидепресивний і анксіолітичний ефекти. На підставі біохімічних, авторадіографічних і фармакологічних досліджень встановлено, що δ-ОР менш поширені в ЦНС у порівнянні з іншими ОР. Високі концентрації δ-рецепторів виявлені у нюхових цибулинах, новій корі, смугастому тілі і прилеглому ядрі. Таламус містить меншу кількість даних рецепторів, і ще менша їх кількість міститься в гіпоталамусі і стовбурі мозку. Для δ-ОР охарактеризовані два підтипи:
- ОР-δ1 (дельта 1). Для δ1-ОР типовими агоністами є [D-Phe2, Phe5]-енкефалінів і 7-бензілдеценалтрексон. Антагоніст — BNTX[15][16][17].
- ОР-δ2 (дельта 2). Агоніст для δ2-ОР [D-Ala2, Glu4]-дельторфін, антагоніст — налтрібен[18].

Реакції дельта-рецепторів: бета-ендорфін> лей-енкефаліни> мет-енкефаліни> динорфіни А; δ-рецептори більш рідкісні, ніж μ, але легко виявляються в преоптичній області гіпоталамуса.

### ОР-κ опіатний рецептор
ОР-κ (капа) ОР
З активацією κ-ОР пов'язують седативний ефект. Для κ-ОР описані наступні підтипи:
- ОР-к1 (капа1). Для ОР-к1 типовими агоністами є бремазоцін, динорфіни, ціклазацін.
- ОР-к2 (капа2). Для ОР-к2 агоністами є бремазоцін, бензоморфан, [[[Arg6, Phe7]-метенкефалін]].
- ОР-к3 (капа3). Для ОР-к3 виявлені агоністи налмефен, діпренорфін, бремазоцін, іціклазоцін. Антагоніст — nor-BNI.

Неспецифічним антагоністом κ-ОР є налоксон, відомо також, що бупренорфін є антагоністом к-ОР рецепторів.
Рецептори каппа — опіатні рецептори, відповідальні, як вважають, за «класичні» ефекти опіоїдів (знеболювання, запор, пригнічення дихання) поряд із седативним ефектом і дією на ендокринну систему. Сила реакції κ-рецепторів на агоністи розташовуються в наступному порядку: динорфіни А> g-ендорфін> лей-енкефаліни = мет-енкефаліни. Каппа-рецептори представлені в нюхових областях мозку.

### Інші типи
Всередині типів виділяють підтипи ОР, які спеціалізуються на регуляції фізіологічних функцій. Спочатку до ОР відносили σ-(сигма)-рецептори.Також фармакологічно були виділені ОР-l і ОР-t. Специфічні рецептори до b-ендорфіну, вперше виявлені на лімфоцитах, не мали спорідненості до відомих агоністів та антагоністів ОР, тому були названі неопіоіднимі рецепторами. ОР-ε (епсилон) «передбачуваний», ще один пептид з мет-енкефалінів, виявлений одним із перших серед ендогенних лігандів ОР μ- і d-типів, згодом виявився ще більш специфічним і селективним лігандом абсолютно особливих рецепторів, початково названих ОР-z-типу. В 1995 році двома незалежними групами вчених було встановлено, що існує особливий четвертий клас опіоїдних рецепторів, що беруть участь в регуляції больової чутливості, а також їхній специфічний агоніст. Одні дослідники назвали його ноцицептином,а інші охрестили «сиротою» — orphaninFQ. Ці назви зберігаються дотепер, а рецептор називається ноцицептин-орфановий (НОР) рецептор. Таким чином, в даний час відомо кілька підтипів опіатних рецепторів, що беруть участь в механізмах антиноцицепціі. З активацією цих рецепторів пов'язаний механізм заспокійливої дії опіатів.

## Класифікація лігандів
Агоністи:
- сильні — морфін, промедол, фентаніл, метадон, просидол;
- слабкі — кодеїн.

Агоністи-антагоністи: бупренорфін, налбуфін, налорфін, буторфанол, пентазоцин, трамадол, тілідін.
Антагоністи: налоксон, налтрексон.